# Вінна-Посьвентна
Вінна-Посьвентна (пол. Winna-Poświętna) — село в Польщі, у гміні Цехановець Високомазовецького повіту Підляського воєводства.
Населення — 55 осіб (2011).
У 1975-1998 роках село належало до Ломжинського воєводства.

## Демографія
Демографічна структура станом на 31 березня 2011 року:
|          | Загалом | Допрацездатний вік | Працездатний вік | Постпрацездатний вік |
| -------- | ------- | ------------------ | ---------------- | -------------------- |
| Чоловіки | 30      | 3                  | 20               | 7                    |
| Жінки    | 25      | 4                  | 11               | 10                   |
| Разом    | 55      | 7                  | 31               | 17                   |